# Stuart Orkin
Stuart Holland Orkin est un médecin américain, biologiste des cellules souches et chercheur en hématologie-oncologie pédiatrique. Il est professeur émérite "David G. Nathan" de pédiatrie à la Harvard Medical School. Les recherches d'Orkin portent sur la base génétique des troubles sanguins. Il est membre de l'Académie nationale des sciences et de l'Institut de médecine, et chercheur à l'Institut médical Howard Hughes.

## Jeunesse
Orkin grandit à Manhattan, où son père est urologue. Il étudie la biologie en tant que premier cycle (BS, 1967) au Massachusetts Institute of Technology et obtient un diplôme en médecine de la Harvard Medical School en 1972. Il fait des recherches postdoctorales en biologie moléculaire aux National Institutes of Health sous la direction du généticien Philip Leder. Alors qu'Orkin termine sa formation en hématologie-oncologie, son directeur de département, David G. Nathan (en), lui permet d'établir son propre laboratoire de recherche.

## Carrière
Orkin est professeur émérite "David G. Nathan" de pédiatrie à la Harvard Medical School. Il est directeur du département d'oncologie pédiatrique au Dana-Farber/Harvard Cancer Center de 2000 à 2016. Il fait partie de la faculté de médecine de Harvard depuis la fin des années 1970 et est chercheur à l'Institut médical Howard Hughes depuis 1986,.
Dans les années 1970 et 1980, Orkin mène des recherches qui identifient des mutations génétiques associées à un groupe de troubles sanguins connus sous le nom de thalassémies. Ce travail conduit à la première description complète des défauts moléculaires dans un trouble héréditaire. Plus tard (1986), lui et son équipe clonent un gène responsable de la maladie granulomateuse chronique, marquant la première fois qu'un gène responsable de la maladie est cloné sans que les chercheurs ne connaissent déjà la protéine codée par le gène. Aujourd'hui, son laboratoire de recherche examine les régulateurs transcriptionnels de la spécification et de la différenciation cellulaire. Son laboratoire clone le premier facteur de transcription hématopoïétique GATA1 (1989). À partir de 2008, Orkin et ses collègues publient une série d'articles identifiant le rôle critique de BCL11A dans le passage du développement de l'hémoglobine de type fœtal (HbF) à l'hémoglobine de type adulte (HbA). Son groupe démontre que la perte de BCL11A seule est suffisante pour sauver le phénotype de la drépanocytose (SCD). En septembre 2015, Orkin publie une étude dans la revue Nature montrant une petite section d'ADN qui pourrait être sensible à la thérapie génique pour la drépanocytose. La traduction des découvertes de base sur le rôle de BCL11A dans le silençage de l'HbF à la clinique est en cours à la fois avec la thérapie génique et l'édition thérapeutique des gènes.

## Honneurs et récompenses
En 1987, Orkin reçoit le prix E. Mead Johnson. Élu à l'Académie nationale des sciences en 1991, Orkin remporte la médaille Jessie Stevenson Kovalenko de cette organisation en 2013. Il est élu à l'Institut de médecine en 1992. En 1993, il reçoit le prix de la Fondation Warren Alpert. L'American Society of Human Genetics décerne à Orkin le Prix William-Allan en 2014, qui récompense les contributions soutenues et significatives à la génétique humaine. En 2017, il est élu membre de la Société américaine de philosophie et en 2018, il reçoit la médaille George M. Kober de l'Association des médecins américains et le prix Mechthild Esser Nemmers en sciences médicales de l'Université Northwestern. En 2020, il reçoit le Prix international Roi-Fayçal de médecine et le prix Harrington pour l'innovation en médecine. En 2021, il reçoit le prix de la Fondation Gruber en génétique. En 2024, il reçoit le prix Shaw en sciences de la vie et médecine.